# Сельдь (река)
Сельдь — река в России, протекает по Ульяновской области. Левый приток Свияги. В старину река называлась Сельга.

## География
Река Сельдь берёт начало у села Абрамовка. Течёт на восток по открытой местности мимо населённых пунктов Абрамовка, Кадыковка, Ленивцево (нежил.), Уржумское, Юшанское, Максима Горького, Дружба, Тетюшское, Погребы, Арское, Кротовка. В низовьях протекает по территории Ульяновска, пересекает автодорогу А151 и впадает в Свиягу рядом с поселком Сельдь.
Длина реки составляет 66 км, площадь водосборного бассейна — 989 км².
Притоки (от истока до устья): Дубровный дол (лев.), Тёплый (лев.), Гордеевка (пр.), Тагайка (лев.), Юшанка (пр.), Волостниковка (пр.), Трофимовка (лев.), Гремячий Ключ (лев.).

## Данные водного реестра
По данным государственного водного реестра России относится к Верхневолжскому бассейновому округу, водохозяйственный участок реки — Свияга от истока до села Альшеево, речной подбассейн реки — Волга от впадения Оки до Куйбышевского водохранилища (без бассейна Суры). Речной бассейн реки — (Верхняя) Волга до Куйбышевского водохранилища (без бассейна Оки).
Код объекта в государственном водном реестре — 08010400512112100002196.